# Гренелл, Ричард
Ричард Гренелл (англ. Richard A. Grenell; род. 18 сентября 1966, Дженисон, Мичиган, США) — специальный посланник президента по особым поручениям с 2025 года. Посол Соединённых Штатов в Германии (2018—2020). Исполняющий обязанности директора национальной разведки США (2020).

## Биография
Окончил Евангельский университет, получил степень магистра государственного управления в Школе управления им. Джона Ф. Кеннеди Гарвардского университета.
Гренелл был политическим советником ряда видных республиканцев, в том числе Джорджа Патаки и Дейва Кэмпа.
В 2001 году президент Джордж Буш назначил Гренелла пресс-секретарём постоянного представителя США при ООН, проработал на этой должности до 2008 года. В 2009 году он основал компанию Capitоl Media Partners. Штатный комментатор на телеканале Fox News.
На президентских выборах в 2012 году принимал участие в кампании Митта Ромни.
Рассматривался на должность постоянного представителя при НАТО и посла в ООН.
Гренелл — открытый гей.
4 октября 2019 года, оставаясь послом в Германии, Гренелл также назначен специальным представителем президента США по переговорам между Сербией и Косово.
20 февраля 2020 года назначен исполняющим обязанности директора национальной разведки США.
26 мая 2020 года в должность директора Национальной разведки вступил утверждённый Сенатом Джон Рэтклифф.
1 июня 2020 года Гренелл ушёл в отставку с должности посла в Германии, и вместо него поверенным в делах остался Робин Куинвилл.

## Награды
- Орден Сербского флага I степени (2023, Сербия)[12].
- Президентская медаль Заслуг (2020, Республика Косово)[13].